# Congkhapa

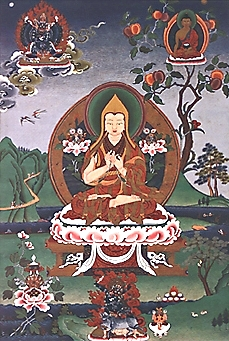
Congkhapa (na základě pátého vidění Congkhapova žáka Khedruba)

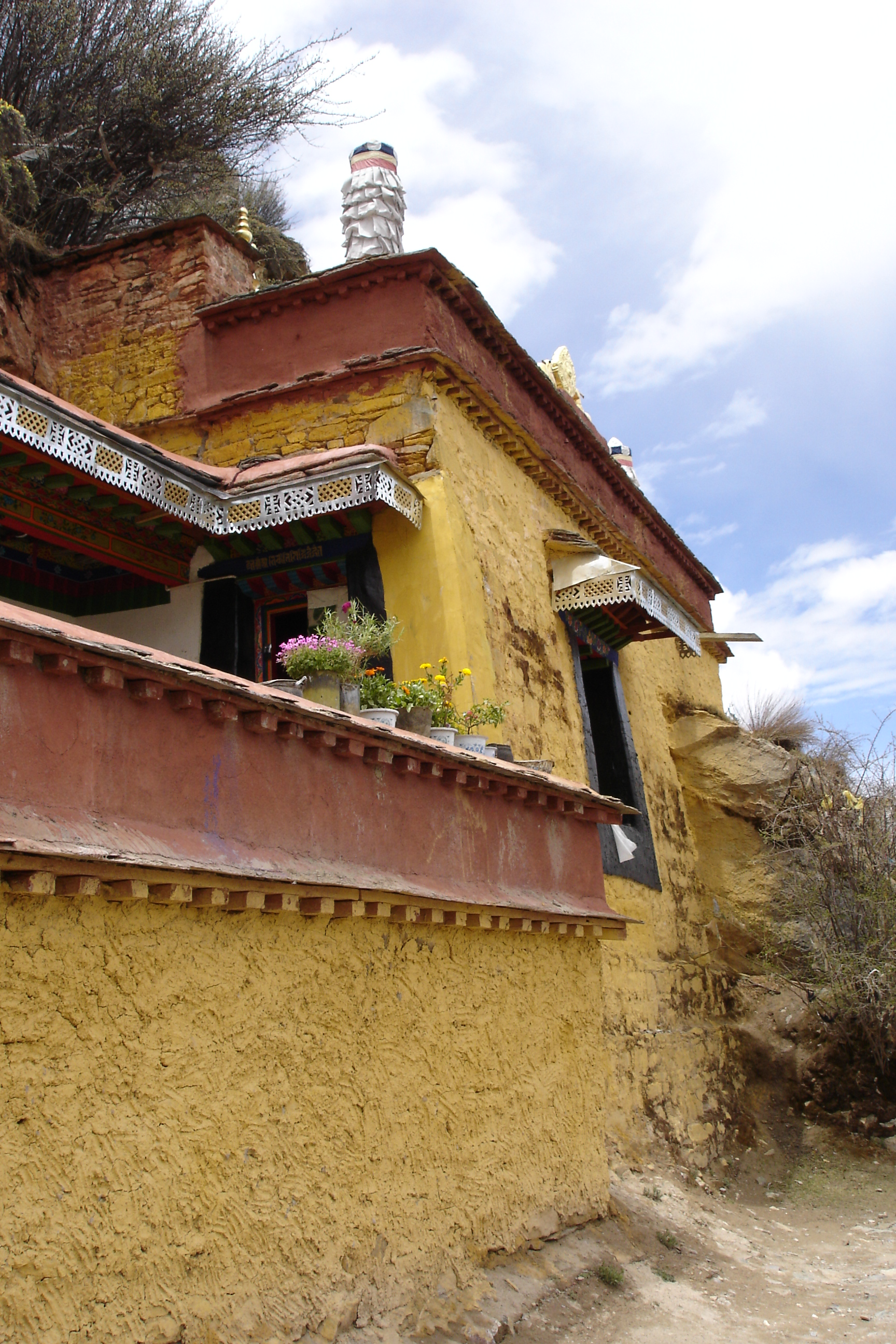
Congkhapova poustevna v blízkosti kláštera Gandän

Congkhapa (tibetsky: ཙོང་ཁ་པ་; Wylie Tsong-kha-pa) (1357–1419), též Dže Congkhapa či Dže Rinpočhe, byl jeden z nejvýznamnějších učitelů tibetského buddhismu. Byl silně ovlivněn učením různých buddhistických škol, zejména však učením kadampy. Z jeho působení a učení vzešla škola gelugpa, jedna z nejvýznamnějších tibetských buddhistických škol, z níž pochází linie dalajlamů.

## Život
Congkhapa se narodil do nomádské rodiny v tibetské provincii Amdo. Již v raném dětství vstoupil do kláštera, kde byl vysvěcen 4. karmapou Rolpou Dordžem a dostal jméno Kunga Ňingpo. Když ve svých sedmi letech složil přísahu novice u svého učitele Čöje Dhondupa Rinčena a obdržel jméno Lobsang Drakpa. Již v této době byl schopen recitovat mnohé sútry jako Maňdžušrí náma samgíti. Krom toho byl dobrým znalcem vinaji, později i Šesti nauk Narópy, kálačakra tantry a mahámudry. Ve svých dvaceti čtyřech letech se stal plnohodnotným mnichem (pá. bhikkhu) v tradici sakjapa.
Po opuštění kláštera mnoho cestoval a seznámil se s učeními dalších škol, mimo jiné kagjüpy, sakjapy a především kadampy. Učení kadampy mělo na Congkhapu rozhodující vliv. Nespokojen s nedodržováním mnišských pravidel později založil vlastní klášter s přísnou sebekázní mnichů. On sám sebe chápal spíše jako reformátora, než jako zakladatele nového buddhistického směru. Jeho učení se dokonce říkalo „Nová kadampa“. Až po jeho smrti jeho následovníci založili samostatnou školu, která je dnes známa jako gelugpa („škola žlutých čepic“), známou především díky instituci dalajlámů.

### Překlady Congkhapových děl do angličtiny
- The Great Treatise On The Stages Of The Path To Enlightenment, Vol. 1, Snow Lion, ISBN 1-55939-152-9
- The Great Treatise On The Stages Of The Path To Enlightenment, Vol. 2, Snow Lion, ISBN 1-55939-168-5
- The Great Treatise On The Stages Of The Path To Enlightenment, Vol. 3, Snow Lion, ISBN 1-55939-166-9
- Ocean of Eloquence: Tsong Kha Pa's Commentary on the Yogacara Doctrine of Mind, State University of New York Press, ISBN 0-7914-1479-5
- Ocean of Reasoning : A Great Commentary on Nagarjuna's Mulamadhyamakakarika, Oxford University Press, ISBN 0-19-514733-2
- Tantric Ethics : An Explanation of the Precepts for Buddhist Vajrayana Practice, Wisdom Publications, ISBN 0-86171-290-0
- The Splendor of an Autumn Moon : The Devotional Verse of Tsongkhapa, Wisdom Publications, ISBN 0-86171-192-0
- The Fulfillment of All Hopes: Guru Devotion in Tibetan Buddhism, Wisdom Publications, ISBN 0-86171-153-X
- The Splendor of an Autumn Moon: The Devotional Verse of Tsongkhapa
- A Lamp to Illuminate the Five Stages: Teachings on Guhyasamaja Tantra

### Překlady Congkhapových děl do češtiny
- Dže Congkhapa: Brahmův diadém, zrcadlové česko-tibetském vydání, překlad z tibetštiny Jiří Bílek

### Překlad životopisu do angličtiny
- A Biography of Master Je Tsongkhapa

Called The Wonderful Jewel Garland, the single ornament to beautify the teaching of the Buddha, Composed by Master Gyalwang Trinley Namgyal, Taught and commented by Venerable Gonsar Tulku Rinpoche